# Milán Horváth
Pour les articles homonymes, voir Horváth.
Milán Horváth (né le 2 février 2001 à Székesfehérvár) est un joueur professionnel hongrois de hockey sur glace. Il évolue au poste de défenseur.

## Biographie

### Carrière en club
Formé au Fehérvár AV19, il joue ses premiers matchs en senior avec l'équipe réserve, le Fehérvári Titánok dans l'Erste Liga en 2019. En 2020, il découvre l'ICE HL avec le Fehérvár AV19. En 2023, il décide de rejoindre l'effectif des Diables Rouges de Briançon dans la Ligue Magnus.

### Carrière internationale
Il représente la Hongrie au niveau international. Il a participé aux sélections jeunes.

## Trophées et honneurs personnels

### Hongrie
- 2020-2021 : nommé recrue de la saison.

## Statistiques

### En club
| Saison    | Équipe                         | Ligue          |    | Saison régulière | Saison régulière | Saison régulière | Saison régulière | Saison régulière |   | Séries éliminatoires | Séries éliminatoires | Séries éliminatoires | Séries éliminatoires | Séries éliminatoires |
| Saison    | Équipe                         | Ligue          | PJ | B                | A                | Pts              | Pun              | PJ               | B | A                    | Pts                  | Pun                  |                      |                      |
| 2018-2019 | Fehérvári Titánok              | Erste Liga     | 2  | 0                | 0                | 0                | 0                | -                | - | -                    | -                    | -                    |                      |                      |
| 2019-2020 | Fehérvári Titánok              | Erste Liga     | 39 | 1                | 8                | 9                | 12               | 6                | 0 | 2                    | 2                    | 4                    |                      |                      |
| 2020-2021 | Fehérvár AV19                  | ICE HL         | 32 | 1                | 3                | 4                | 2                | 4                | 0 | 0                    | 0                    | 0                    |                      |                      |
| 2021-2022 | Fehérvár AV19                  | ICE HL         | 44 | 3                | 8                | 11               | 12               | 13               | 1 | 0                    | 1                    | 4                    |                      |                      |
| 2022-2023 | Fehérvár AV19                  | ICE HL         | 35 | 2                | 4                | 6                | 4                | -                | - | -                    | -                    | -                    |                      |                      |
| 2023-2024 | Diables rouges de Briançon     | SLM            | 44 | 4                | 10               | 14               | 16               | 6rel             | 0 | 3                    | 3                    | 6                    |                      |                      |
| 2024-2025 | JoKP                           | Mestis         | 15 | 1                | 1                | 2                | 10               | -                | - | -                    | -                    | -                    |                      |                      |
| 2024-2025 | Budapest Jégkorong Akadémia HC | Erste Liga     | 13 | 3                | 7                | 10               | 0                | 9                | 0 | 2                    | 2                    | 0                    |                      |                      |
| 2024-2025 | Budapest Jégkorong Akadémia HC | OB I bajnokság | -  | -                | -                | -                | -                | 7                | 0 | 3                    | 3                    | 0                    |                      |                      |

### En équipe nationale
| Année | Compétition                          |   | PJ | B | A | Pts | Pun | +/-                                           |  | Résultat |
| 2018  | Championnat du monde moins de 18 ans | 5 | 0  | 1 | 1 | 6   | +6  | Quatrième place de la division 1, groupe B    |  |          |
| 2019  | Championnat du monde moins de 18 ans | 5 | 1  | 4 | 5 | 6   | +1  | Médaille de bronze de la division 1, groupe B |  |          |
| 2019  | Championnat du monde junior          | 3 | 0  | 0 | 0 | 2   | +1  | Médaille de bronze de la division 1, groupe B |  |          |
| 2020  | Championnat du monde junior          | 5 | 1  | 1 | 2 | 2   | +7  | Médaille d'or de la division 1, groupe B      |  |          |
| 2022  | Qualification Jeux olympiques        | 3 | 0  | 0 | 0 | 0   | 0   | Troisième place du groupe E                   |  |          |
| 2022  | Championnat du monde                 | 4 | 0  | 0 | 0 | 2   | +2  | Médaille d'argent de la division 1, groupe A  |  |          |
| 2023  | Championnat du monde                 | 7 | 1  | 1 | 2 | 2   | -2  | Quinzième place                               |  |          |